# Sajnszand (stacja kolejowa)
Sajnszand (mong. Сайншанд) – stacja kolejowa w miejscowości Sajnszand, w somonie Sajnszand, w ajmaku wschodniogobijskim, w Mongolii.
Przy głównym budynku stacyjnym znajduje się 10 torów. Stacja posiada ponadto kilka bocznic.
Od stacji odchodzi 62-kilometrowa linia do pól naftowych w Dzüünbajan.
| Sajnszand                  |  |                          |
| Linia Kolej Transmongolska |  |                          |
| Ajrag                      |  | Tushleg odległość: 30 km |